# Zygodon schimperi
Zygodon schimperi là một loài rêu trong họ Orthotrichaceae. Loài này được Hampe ex Müll. Hal. mô tả khoa học đầu tiên năm 1845.